# Dodge Dart (PF)
O Dodge Dart é um sedã de segmento C (compacto nos EUA) de 4 portas com motor dianteiro e tração dianteira que foi fabricado e comercializado pela então FCA US LLC, uma subsidiária da Fiat Chrysler Automobiles. O automóvel fez sua estreia no Salão Internacional de Automóvel Norte-Americano de 2012 em Detroit, Michigan. Em alguns mercados fora dos Estados Unidos, o Dodge Dart é vendido como Fiat Viaggio.
Ressuscitando um nome usado pela Dodge nos anos-modelo 1960-1976 para uma sucessão de modelos de tamanho full-size, médio e finalmente compacto, o Dart (PF) foi o primeiro sedã compacto da marca desde 2005, quando o Neon foi descontinuado.